# Communauté de communes Brenne - Val de Creuse
La communauté de communes Brenne - Val de Creuse est une communauté de communes française, située dans le département de l'Indre, en région Centre-Val de Loire.

## Historique
- 30 décembre 1998[1],[2],[3] : création de l'intercommunalité par un arrêté préfectoral le 30 décembre 1998. Elle regroupe alors Chazelet, Fontgombault, La Pérouille, Le Blanc, Lurais, Luzeret, Néons-sur-Creuse, Oulches, Rivarennes, Rosnay, Ruffec, Sacierges-Saint-Martin, Sauzelles, Thenay, Tournon-Saint-Martin.
- 10 mai 1999 : modification des statuts (composition du bureau).
- 21 décembre 1999 : extension des compétences (collecte et traitement des ordures ménagères).
- 27 octobre 2000[2] : adhésion des communes de Saint-Civran et Vigoux.
- 31 décembre 2001[2] : adhésion des communes de Concremiers, Douadic, Ingrandes, Mérigny et Nuret-le-Ferron.
- 25 février 2005 : transfert du siège de la communauté.
- 22 décembre 2006[2] : adhésion de la commune de Pouligny-Saint-Pierre.
- 31 décembre 2008 : adhésions des communes de Chitray, Lureuil et Saint-Aigny et modification des statuts.
- 1er janvier 2011 : adhésion de la commune de Preuilly-la-Ville.
- 3 octobre 2011 : adhésion de la commune de Ciron.

## Territoire communautaire

### Géographie
La communauté de communes se trouve dans le sud-ouest du département, dans le territoire du parc naturel régional de la Brenne et dispose d'une superficie de 823,50 km2.
En 2020, elle s'étend sur 28 communes, dont 17 situées dans le canton du Blanc et 11 dans le canton de Saint-Gaultier.

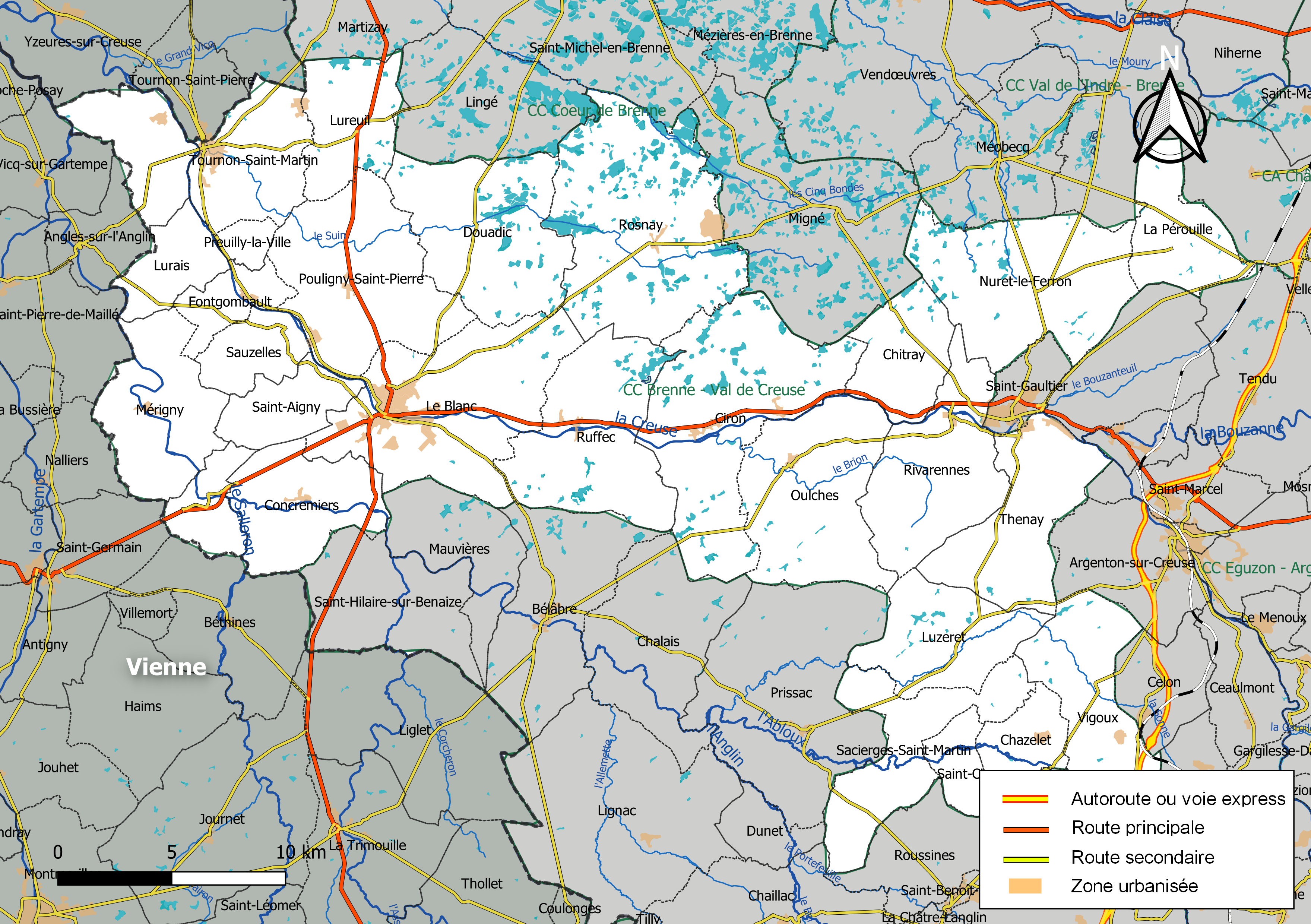
Carte de la communauté de communes Brenne - Val de Creuse au 1er janvier 2019.

### Composition

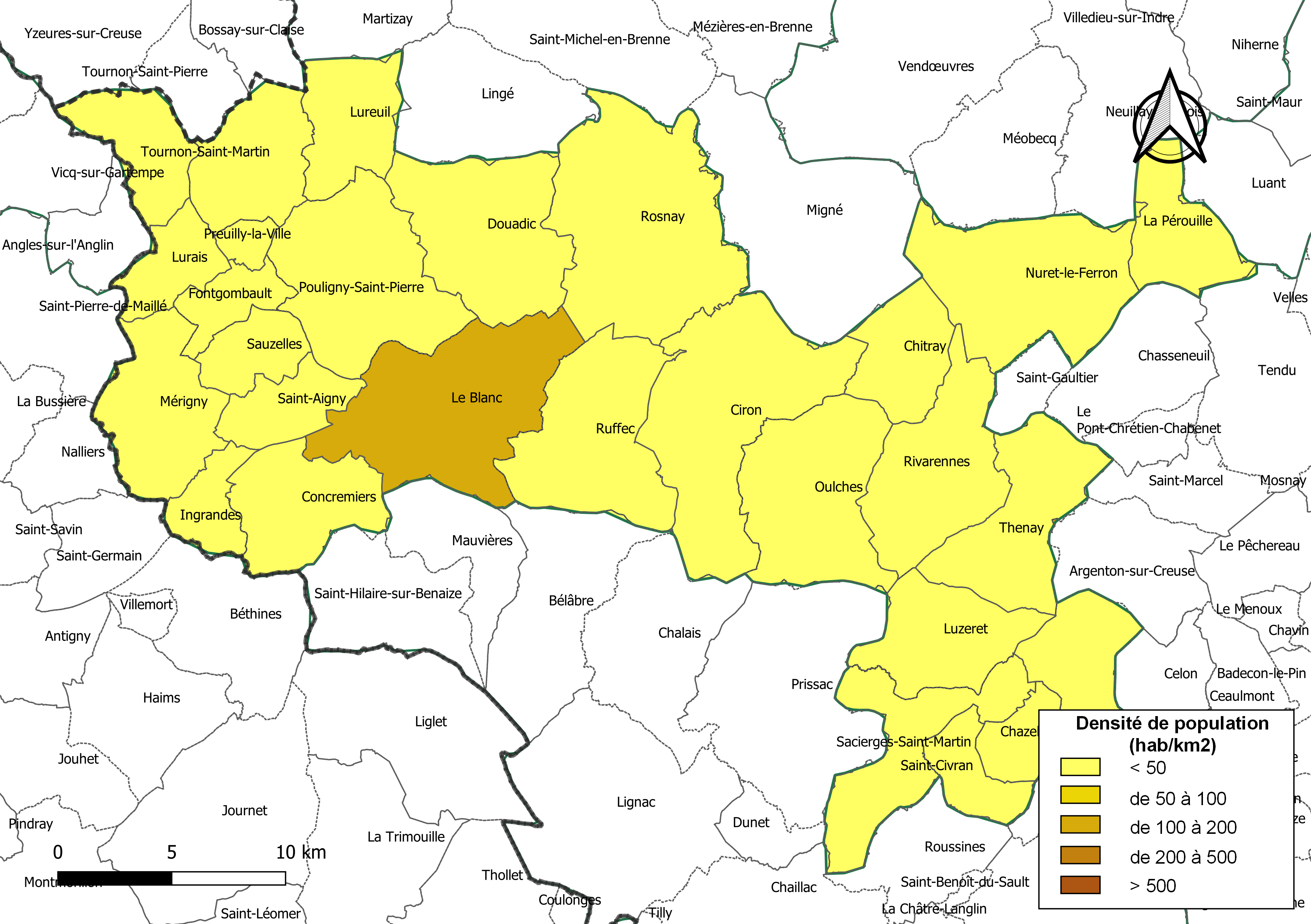
Carte des densités de population (millésimée 2016) des communes de la communauté de communes Brenne - Val de Creuse. Composition en communes au 1er janvier 2019.

La communauté de communes est composée des 28 communes suivantes :

| Nom                    | Code Insee | Gentilé         | Superficie (km2) | Population (dernière pop. légale) | Densité (hab./km2) |
| ---------------------- | ---------- | --------------- | ---------------- | --------------------------------- | ------------------ |
| Ruffec (siège)         | 36176      | Ruffecois       | 40,93            | 569 (2022)                        | 14                 |
| Le Blanc               | 36018      | Blancois        | 57,61            | 6 188 (2022)                      | 107                |
| Chazelet               | 36049      |                 | 11,73            | 124 (2022)                        | 11                 |
| Chitray                | 36051      | Chitrayiens     | 19,94            | 173 (2022)                        | 8,7                |
| Ciron                  | 36053      | Cironnais       | 57,94            | 523 (2022)                        | 9                  |
| Concremiers            | 36058      | Concrémiérois   | 28,11            | 595 (2022)                        | 21                 |
| Douadic                | 36066      | Douadicais      | 43,14            | 473 (2022)                        | 11                 |
| Fontgombault           | 36076      | Fontgombaldiens | 10,58            | 262 (2022)                        | 25                 |
| Ingrandes              | 36087      | Ingrandais      | 11,12            | 299 (2022)                        | 27                 |
| Lurais                 | 36104      | Luraisiens      | 13,61            | 227 (2022)                        | 17                 |
| Lureuil                | 36105      | Lureuillois     | 22,04            | 274 (2022)                        | 12                 |
| Luzeret                | 36106      | Luzerétois      | 26,78            | 155 (2022)                        | 5,8                |
| Mérigny                | 36119      | Mérinois        | 31,77            | 544 (2022)                        | 17                 |
| Néons-sur-Creuse       | 36137      | Néonnais        | 19,85            | 355 (2022)                        | 18                 |
| Nuret-le-Ferron        | 36144      | Ferronnais      | 47,29            | 293 (2022)                        | 6,2                |
| Oulches                | 36148      |                 | 43,36            | 420 (2022)                        | 9,7                |
| La Pérouille           | 36157      | Perouillots     | 21,54            | 435 (2022)                        | 20                 |
| Pouligny-Saint-Pierre  | 36165      | Cabouins        | 47,45            | 1 032 (2022)                      | 22                 |
| Preuilly-la-Ville      | 36167      | Preuillavillois | 4,23             | 151 (2022)                        | 36                 |
| Rivarennes             | 36172      | Rivarennais     | 37,41            | 491 (2022)                        | 13                 |
| Rosnay                 | 36173      | Rosnaysiens     | 59,03            | 522 (2022)                        | 8,8                |
| Sacierges-Saint-Martin | 36177      |                 | 31,17            | 308 (2022)                        | 9,9                |
| Saint-Aigny            | 36178      |                 | 14,86            | 272 (2022)                        | 18                 |
| Saint-Civran           | 36187      | Cyprianais      | 11,61            | 138 (2022)                        | 12                 |
| Sauzelles              | 36213      | Sauzellois      | 12,86            | 256 (2022)                        | 20                 |
| Thenay                 | 36220      | Thenaysiens     | 34,21            | 897 (2022)                        | 26                 |
| Tournon-Saint-Martin   | 36224      | Tournonnais     | 25,82            | 1 120 (2022)                      | 43                 |
| Vigoux                 | 36239      | Vigoulais       | 37,51            | 469 (2022)                        | 13                 |

### Démographie
| 1968   | 1975   | 1982   | 1990   | 1999   | 2007   | 2012   | 2017   |
| ------ | ------ | ------ | ------ | ------ | ------ | ------ | ------ |
| 21 056 | 20 984 | 19 724 | 19 094 | 18 337 | 18 759 | 18 661 | 18 080 |

## Organisation

### Siège
Le siège légal de la communauté de communes est en mairie de Ruffec (mairie de Ruffec, 36300 Le Blanc).
Toutefois, les bureaux sont à Ruffec au numéro 5 de la rue de l'Église.

### Élus
La communauté de communes est administrée par son conseil communautaire, composé à la fin de la mandature 2020-2026 de 43 conseillers municipaux représentant les  communes membres et répartis en fonction de leur population de la manière suivante : 

- 13 délégués pour Le Blanc ; 

- 3 délégués pour Tournon-Saint-Martin ;

- 2 délégués pour Pouligny-Saint-Pierre ;

- 1 délégué ou son suppléant pour chacune des autres communes.
À la suite des élections municipales de 2020 dans l'Indre, le conseil communautaire du 15 juillet 2020 a réélu son président, Claude Mériot, maire d’Oulches, et a désigné ses vice-présidents pour la fin de la mandature 2014-2020, qui sont  ;
1. Gérard Defez, maire de Ciron, chargé du développement économique ;
2. Alain Jacquet, maire de Luraus, chargé de l’environnement, du cadre de vie, et des énergies nouvelles ;
3. Thierry Bernard, maire de Sacierges-Saint-Martin, chargé de l’urbanisme et du droit des sols ;
4. Daniel Champigny, premier maire-adjoint de Néons-sur-Creuse, chargé de l’éducation et de la culture ;
5. Dominique Hervo, maire de Tournon-Saint-Martin, chargé du tourisme et de l’animation ;
6. Nathalie Corbeau, première maire-adjointe du Blanc, chargée des services à la population, des cantines, des garderies et des multi-accueils ;
7. Jérôme Perrin, maire-adjoint du Blanc, chargé des travaux et du patrimoine communautaire.

### Liste des présidents
| Période          | Période                       | Identité         | Étiquette | Qualité                                                                         |
| ---------------- | ----------------------------- | ---------------- | --------- | ------------------------------------------------------------------------------- |
| 30 décembre 1998 | juin 2015                     | Alain Pasquer    | PS        | Maire du Blanc (2012 → 2015) Conseiller général du Blanc (1997 → 2015)          |
| juillet 2015     | En cours (au 3 décembre 2020) | M. Claude Mériot | PS        | Professeur des écoles Maire d’Oulches (2001 → ) Réélu pour le mandat 12020-2026 |

### Compétences
L'intercommunalité exerce les compétences qui lui ont été transférées par les communes membres, dans les conditions fixées par le code général des collectivités territoriales. Il s'agit, à titre principal, de « l'élaboration et la mise en œuvre de projets communs de développement et d'aménagement de l'espace dans le respect de la charte du Parc naturel régional de la Brenne », et, plus généralement de : 
- les actions en faveur du développement de la randonnée sous toutes ses formes et du tourisme de découverte ;
- les actions favorisant les activités de loisirs, de tourisme et d'initiation à l'environnement ;
- la construction d'équipements culturels, sportifs ou de loisirs ;
- les actions de soutien au développement de l'ensemble des activités économiques en vue de favoriser l'implantation ou le développement d'entreprises ;
- la gestion et développement d'activités sportives, culturelles et éducatives en faveur de la jeunesse ;
- le développement et soutien à la vie culturelle et sportive par la mise en réseau des acteurs locaux et l'appui technique et financier aux opérations d'intérêt intercommunal ;
- le fonctionnement et entretien des écoles primaires et maternelles ;
- l'aide au maintien et au développement du tissu scolaire, primaire et secondaire, et des outils de formation ;
- les actions favorisant la connaissance, la mise en valeur, l'entretien et la protection des vallées et des sites naturels à caractère communautaire, notamment les cours d'eau ;
- les actions favorisant la connaissance, la sauvegarde et la mise en valeur d'édifices présentant un intérêt patrimonial ;
- les opérations programmées d'amélioration de l'habitat ;
- les opérations « Cœur de Village ».

### Régime fiscal et budget
La communauté de communes est un établissement public de coopération intercommunale à fiscalité propre.
Afin de financer l'exercice de ses compétences, l'intercommunalité perçoit la fiscalité professionnelle unique (FPU) – qui a succédé à la taxe professionnelle unique (TPU) – et assure une péréquation de ressources entre les communes résidentielles et celles dotées de zones d'activité.
Elle collecte également la taxe d'enlèvement des ordures ménagères (TEOM), qui finance ce service public.
Ellé bénéficie d'une dotation globale de fonctionnement (DGF) bonifiée et verse  une  dotation de solidarité communautaire (DSC) à ses communes membres.
| Budgets        | Budgets  | 2003        | 2005        | 2009        | 2010        | 2011        | 2012        | 2013        | 2014        | 2015 |
| -------------- | -------- | ----------- | ----------- | ----------- | ----------- | ----------- | ----------- | ----------- | ----------- | ---- |
| Fonctionnement | Recettes | 4 863 000 € | 5 536 585 € | 5 935 000 € | 6 591 706 € | 7 360 348 € | 7 885 360 € | 8 648 441 € | 9 619 476 € | ? €  |
| Fonctionnement | Dépenses | 4 863 000 € | 5 536 585 € | 7 543 000 € | 7 461 409 € | 7 360 348 € | 7 885 360 € | 8 648 441 € | 9 619 476 € | ? €  |
| Investissement | Recettes | 1 340 000 € | 5 496 781 € | ? €         | ? €         | 5 226 000 € | 3 981 000 € | 3 903 195 € | ? €         | ? €  |
| Investissement | Dépenses | 1 340 000 € | 5 496 781 € | ? €         | ? €         | 5 226 000 € | 3 981 000 € | 3 903 195 € | ? €         | ? €  |

| Budgets        | Budgets  | 2016        | 2017         | 2018         |
| -------------- | -------- | ----------- | ------------ | ------------ |
| Fonctionnement | Recettes | 6 195 000 € | 10 220 000 € | 11 581 367 € |
| Fonctionnement | Dépenses | 9 331 350 € | 10 833 740 € | 10 487 995 € |
| Investissement | Recettes | 2 710 861 € | 4 775 000 €  | 4 890 612 €  |
| Investissement | Dépenses | 2 552 375 € | 2 483 100 €  | 4 883 132 €  |

### Identité visuelle
Logos successifs de la communauté de communes.

Le logo depuis 1998.

## Projets et réalisations
Conformément aux dispositions légales, une communauté de communes a pour objet d'associer des « communes au sein d'un espace de solidarité, en vue de l'élaboration d'un projet commun de développement et d'aménagement de l'espace ».